# Walter von Güntersberg
Walter von Güntersberg († 16. Oktober 1339/1343) war Pfarrer zu Dramburg, Domherr zu Cammin und herzoglich pommerscher Notar.

## Leben
Walter von Güntersberg machte sich durch 22 urkundliche Zeugnisse der Nachwelt bekannt. Er war ein früher Vertreter des Adelsgeschlechts der von Güntersberg. Als Bruder der Zisterzienser besetzte er wenig nach 1320 zunächst die Pfarrstelle in Dramburg. Im Jahre 1326 wurde ihm von Papst Johannes XXII. zusätzlich ein Schweriner Kanonikat mit Anwartschaft auf eine Präbände verliehen. Vermutlich hat er die Stelle jedoch nicht angetreten, sondern blieb im Bistum Cammin. Denn in den Jahren 1327 bis 1334 tritt er als Notarius der Pommernherzöge, vorwiegend für Barnim III. auf. In der Folgezeit wird er als Kanoniker zu Cammin, Archidiakon zu Demmin, herzoglich Pommerscher Protonotarius und schließlich bischöflicher Präpositus bezeichnet. Er ist als Domherr zu Cammin  an einem 19. Oktober zwischen 1339 und 1345  verstorben. Der Bischof Johann I. von Cammin verkaufte als sein Testamentsvollstrecker für 400 Mark verschiedene Kornpächte aus seinem Nachlass.